# 馬迪加薩科
馬迪加薩科（法語：Madiga-Sacko），是馬里的城鎮，位於該國西部，由卡伊區的迪耶馬省負責管轄，面積426平方公里，海拔高度288米，2009年人口12,690，人口密度每平方公里29.8人。